# 노나라

기원전 5세기의 중국: 노(魯)나라는 지도에서 Lu로 표시되어 있다

노나라(魯, 기원전 1046년 ~ 기원전 256년)는 지금의 취푸시에 위치한 나라로, 주나라 무왕이 아우인 주공 단에게 내린 봉토를 그의 아들인 백금에게 다스리게 하던 제후국으로 주나라의 혈족국가이다. 공자의 출신지이기도 하다.

## 역사
춘추 초기, 노나라는 동방의 강국으로, 은공, 환공 시대(기원전 722년 ~ 기원전 694년) 여러 번 제, 송 등의 나라와 싸워 이겼고, 또 기, 거와 같은 소국에 부단히 침공했다. 춘추시대 중기, 사회가 변혁하여, 정권은 귀족 대신의 수중에 들어갔다. 장기간 실권을 장악한 주요는 노장공의 세 아우 계우, 숙아, 경보의 자손으로, 계손씨, 숙손씨, 맹손씨 삼가라 했다(혹은 저희가 모두 노환공의 후예이므로, 삼환이라 했다). 곧 소위 '정재대부'다. 노나라는 서주의 예법과 제도를 비교적 잘 보존한 나라 중 하나로, 다만 당시 형세의 영향으로, 일련의 변혁활동을 전개했다. 선공 15년(기원전 594년) '처음으로 무에 징세했다', 노성공 원년(기원전 590년) '구갑을 두었다', 애공 12년(기원전 483년) '전부를 썼다', 노나라 조세 부역 제도의 중요 개혁이다. 양공 11년(기원전 562년) '삼군을 두었다', 노소공 5년(기원전 537년) '중군을 버렸다', 노국 군사조직과 군신역량 비교의 변동 과정이다.
춘추 말기, 노소공이 삼가에게 쫓겨나, 객사하였다. 이후 오래지 않아, 삼가의 가신 양호 등이 국정을 전제하여, 한때 '배신이 국명을 쥐는' 국면이 형성되었다. 노정공 시대(기원전 509년 ~ 기원전 495년), 양호 등은 실패하여 출분하고, 삼환이 다시 새로이 정권을 장악하여, 후의 애공(기원전 494년 ~ 기원전 468년 재위)은 군권 회복을 도모하여 삼가 대신들과 충돌이 극해져 마침내 월나라로 망명해 죽었다. 전국시대 초기, 약 원공 시대(기원전 436년 ~ 기원전 416년), 삼환은 점차 세력을 잃고 쫓겨나, 목공(기원전 415년 ~ 기원전 383년) 이후, 정권은 다시 국군의 손으로 돌아가기에 이르렀다. 전국시대 힘이 이미 쇠약해, 자주 제나라의 작전에 함께했다. 전국 말년, 초나라가 진나라의 핍박을 받아 동천하면서, 노나라를 공벌하기에 이르렀다. 기원전 256년, 초나라는 노나라를 병탄하고, 경공을 폐출하니, 노나라는 멸망했다. 한 평제 시기, 경공의 8세손 공자관을 포노후로 봉하고, 주공의 제사를 받들게 했다. 공자관이 죽자 시호를 '절'이라 하고, 아들 공자상여가 습작하게 했다. 왕망이 신 왕조를 세우고, 또 주공의 후예 희취(姬就)를 포노자로 봉했다.

## 역대 군주
| 대수 | 시호        | 이름        | 재위 기간                   |
| ---- | ----------- | ----------- | --------------------------- |
| 1    | 태공 (太公) | 백금 (伯禽) | ? ~ 기원전 998년            |
| 2    | 고공 (考公) | 추 (酋)     | 기원전 997년 ~ 기원전 994년 |
| 3    | 양공 (煬公) | 희 (熙)     | 기원전 993년 ~ 기원전 988년 |
| 4    | 유공 (幽公) | 재 (宰)     | 기원전 987년 ~ 기원전 974년 |
| 5    | 위공 (魏公) | 비 (沸)     | 기원전 973년 ~ 기원전 924년 |
| 6    | 여공 (厲公) | 탁 (擢)     | 기원전 923년 ~ 기원전 887년 |
| 7    | 헌공 (獻公) | 구 (具)     | 기원전 886년 ~ 기원전 855년 |
| 8    | 진공 (眞公) | 비 (濞)     | 기원전 854년 ~ 기원전 825년 |
| 9    | 무공 (武公) | 오 (敖)     | 기원전 824년 ~ 기원전 816년 |
| 10   | 의공 (懿公) | 희 (戱)     | 기원전 815년 ~ 기원전 807년 |
| 11   |             | 백어 (伯御) | 기원전 806년 ~ 기원전 796년 |
| 12   | 효공 (孝公) | 칭 (稱)     | 기원전 795년 ~ 기원전 769년 |
| 13   | 혜공 (惠公) | 불황 (弗湟) | 기원전 768년 ~ 기원전 723년 |
| 14   | 은공 (隱公) | 식고 (息姑) | 기원전 722년 ~ 기원전 712년 |
| 15   | 환공 (桓公) | 윤 (允)     | 기원전 711년 ~ 기원전 694년 |
| 16   | 장공 (莊公) | 동 (同)     | 기원전 693년 ~ 기원전 662년 |
| 17   |             | 반 (般)     | 기원전 662년                |
| 18   | 민공 (閔公) | 계방 (啓方) | 기원전 661년 ~ 기원전 660년 |
| 19   | 희공 (僖公) | 신 (申)     | 기원전 659년 ~ 기원전 627년 |
| 20   | 문공 (文公) | 흥 (興)     | 기원전 626년 ~ 기원전 609년 |
| 21   |             | 악 (惡)     | 기원전 609년                |
| 22   | 선공 (宣公) | 퇴 (俀)     | 기원전 608년 ~ 기원전 591년 |
| 23   | 성공 (成公) | 흑굉 (黑肱) | 기원전 590년 ~ 기원전 573년 |
| 24   | 양공 (襄公) | 오 (午)     | 기원전 572년 ~ 기원전 542년 |
| 25   |             | 야 (野)     | 기원전 542년                |
| 26   | 소공 (昭公) | 주 (裯)     | 기원전 541년 ~ 기원전 510년 |
| 27   | 정공 (定公) | 송 (宋)     | 기원전 509년 ~ 기원전 495년 |
| 28   | 애공 (哀公) | 장 (將)     | 기원전 494년 ~ 기원전 467년 |
| 29   | 도공 (悼公) | 녕 (寧)     | 기원전 466년 ~ 기원전 429년 |
| 30   | 원공 (元公) | 가 (嘉)     | 기원전 428년 ~ 기원전 408년 |
| 31   | 목공 (穆公) | 현 (顯)     | 기원전 407년 ~ 기원전 377년 |
| 32   | 공공 (共公) | 분 (奮)     | 기원전 376년 ~ 기원전 353년 |
| 33   | 강공 (康公) | 둔 (屯)     | 기원전 352년 ~ 기원전 344년 |
| 34   | 경공 (景公) | 언 (匽)     | 기원전 343년 ~ 기원전 315년 |
| 35   | 평공 (平公) | 숙 (叔)     | 기원전 314년 ~ 기원전 296년 |
| 36   | 문공 (文公) | 고 (賈)     | 기원전 295년 ~ 기원전 273년 |
| 37   | 경공 (頃公) | 수 (讎)     | 기원전 272년 ~ 기원전 249년 |

## 같이 보기
- 노나라 공실 가계도
- 노나라 성씨 : 노, 동야, 중, 전, 후, 맹손, 숙손, 자숙, 자가, 계손, 맹, 남궁, 공석, 공양, 기(竒)씨, 유(柳)
- 인물 : 맹의자, 자야, 계손사, 노구천